# Sclerorhynchus
Sclerorhynchus (dal greco antico σκληρός scleros, "duro" e ῥύγχος rhynchos, "rostro") è un genere estinto di pesci cartilaginei appartenente agli sclerorincoidi, vissuto durante il Cretaceo superiore.

## Descrizione
Sebbene possedesse un lungo rostro ornato di grandi denticoli, simile a quello di pesci sega e squali sega, i suoi parenti più stretti sono le attuali razze.
Esemplari completi di S. atavus mostrano che la disposizione delle pinne era simile a quella delle razze, con le pinne pettorali e pelviche in contatto, entrambe le pinne dorsali poste dietro le pinne pelviche e una pinna caudale molto ridotta.

## Classificazione
Il genere Sclerorhynchus venne descritto per la prima volta da Arthur Smith Woodward nel 1889, sulla base di fossili provenienti dal Libano.
Il genere Ganopristis è considerato un sinonimo di Sclerorhynchus.
Era un genere molto diffuso, con fossili rinvenuti in Medio Oriente (S. atavus, S. karakensis), Africa settentrionale (S. leptodon), Europa (S. leptodon) e Nord America (S. fanninensis, S. pettersi, S. priscus).
Sclerorhynchus è il genere eponimo del gruppo degli Sclerorhynchoidea, un gruppo di pesci cartilaginei strettamente imparentato con le razze ma dall'aspetto simile a quello dei pesci sega e degli squali sega. Secondo le revisioni più recenti, all'interno di questo gruppo Sclerorhynchus è un membro della famiglia derivata Ganopristidae.